# Zbigniew Rytel
Zbigniew Kazimierz Rytel (ur. 31 października 1962 w Dobrym Mieście) – polski lekkoatleta, sprinter, medalista mistrzostw Polski, reprezentant kraju, następnie dziennikarz i reżyser filmów dokumentalnych.

## Kariera sportowa
Był zawodnikiem Gwardii Olsztyn, gdzie jego trenerem był m.in. Kazimierz Podolak, AZS Lublin i Startu Lublin.
Na mistrzostwach Polski seniorów na otwartym stadionie wywalczył trzy medale w sztafecie 4 × 400 metrów, w tym jeden srebrny  (1986) i dwa brązowe (1983, 1987). Najwyższe miejsce indywidualnie zajmował w biegu na 400 metrów w 1982 i 1984 (6. miejsce). W 1983 zdobył brązowy medal halowych mistrzostw Polski seniorów w biegu na 400 m.
Reprezentował Polskę na mistrzostwach Europy juniorów w 1979, gdzie w sztafecie 4 × 400 metrów zajął 6. miejsce, z czasem 3:11,09 oraz 1981, gdzie w sztafecie 4 × 400 metrów zajął 6. miejsce, z czasem 3:09,01, a także na zawodach Pucharu Europy w 1981, gdzie w sztafecie 4 × 400 metrów zajął 2. miejsce w półfinale, z czasem 3:06, 49, 7. miejsce w finale A, z wynikiem 3:04,71.
Rekord życiowy na 400 m: 46,87 (9.08.1986).

## Kariera zawodowa
Ukończył studia na Texas Tech University oraz studia historyczne na Katolickim Uniwersytecie Lubelskim. W latach 1993–1995 pracował w Telewizji Polskiej, następnie wyjechał do USA. Od 2006 ponownie pracuje w Telewizji Polskiej, jest autorem kilkudziesięciu filmów dokumentalnych, był wielokrotnie nagradzany na festiwalach filmów sportowych; za filmy Krzysztof Wiłkomirski – najważniejsza walka (2008), PKOl – 90 lat na olimpijskim szlaku (2009), Dzieci mniejszego Księcia' (2011), Idolka (2011), Sport w TVP – obrazki z wystawy (2014)
. 
W 2019 jako prezes Oddziału Warszawskiego Stowarzyszenia Dziennikarzy Polskich został członkiem Zarządu Głównego SDP.

## Nagrody i odznaczenia
- 2012: Srebrny Wawrzyn Olimpijski przyznawany przez Polski Komitet Olimpijski za reżyserię i scenariusze filmów o tematyce sportowej[8]
- 2016: Medal „Pro Patria”[8]
- 2019: Nagroda SDP im. Kazimierza Wierzyńskiego za publikacje o tematyce sportowej za film 100 lat polskiego sportu (2018)[11]
- 2020: Nagroda Główna w XI Konkursie im. Seweryna Pieniężnego za film 100 lat na dworze królowej (2019)[12]
- 2020: Złoty Krzyż Zasługi[13]
- 2020: Medal „Sport w Służbie Ojczyzny”[14]